# Parilimya haddoni
Parilimya haddoni is een tweekleppigensoort uit de familie van de Parilimyidae. De wetenschappelijke naam van de soort is voor het eerst geldig gepubliceerd in 1899 door Melvill & Standen.